# Coppa del mondo di ciclismo su pista

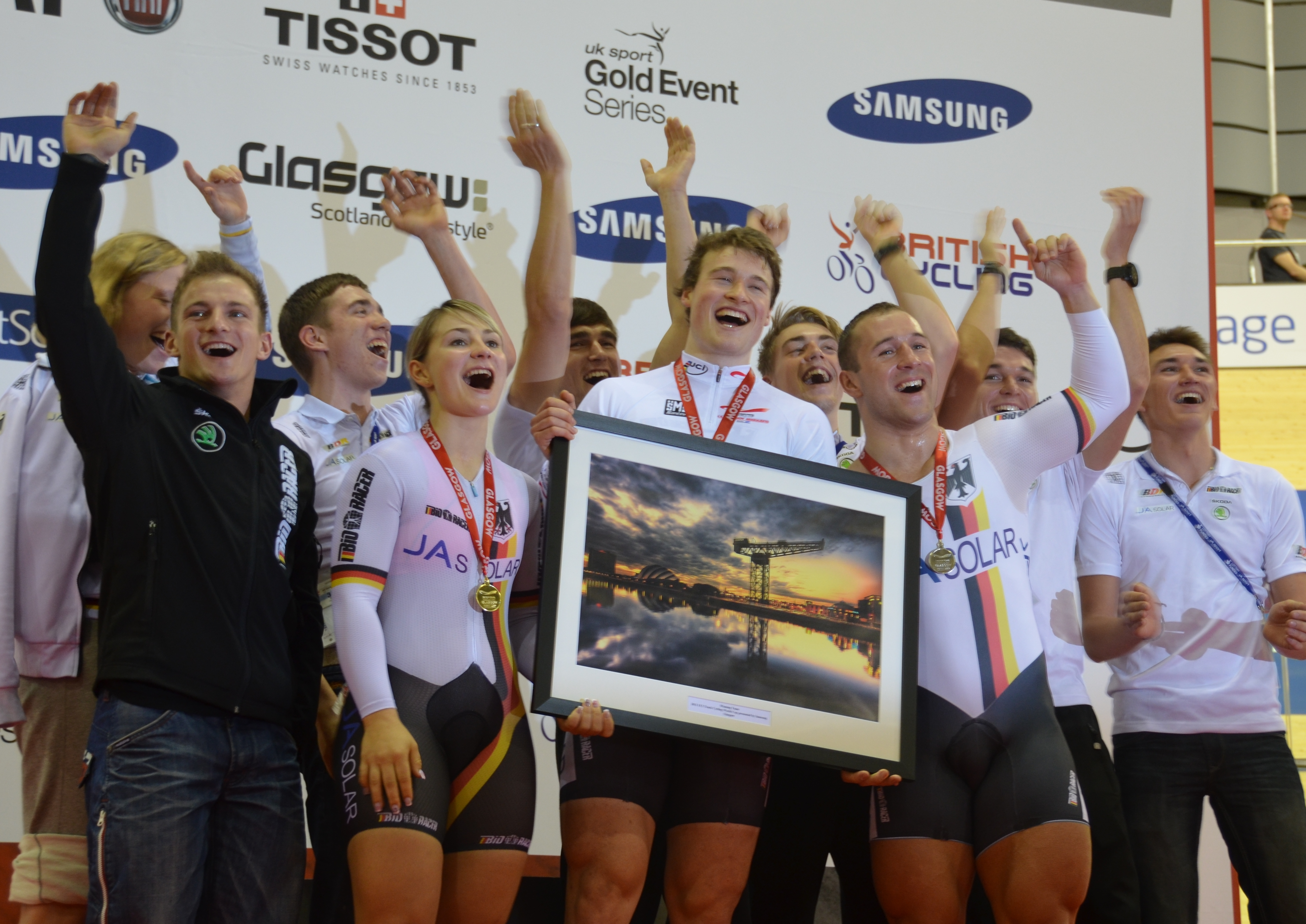
La squadra tedesca vincitrice dell'evento di Glasgow nell'edizione 2012-2013

La Coppa del mondo di ciclismo su pista (ufficialmente, in inglese, UCI Track Cycling World Cup) era una competizione annuale di ciclismo su pista organizzata dall'Unione Ciclistica Internazionale che raggruppava più gare disputate in eventi separati. Creata nel 1993 e soppressa nel 2020, definiva una classifica generale finale per nazioni, e assegnava titoli ai ciclisti primi nelle graduatorie delle specialità della pista.
Dal 2021 è stata sostituita dalla Coppa delle Nazioni di ciclismo su pista.

## Storia
La Coppa del mondo fu creata dall'Unione Ciclistica Internazionale per aumentare la popolarità del ciclismo su pista e in seguito alla riduzione delle prove di tale sport ai Giochi olimpici estivi. Storicamente era formata da un numero ridotto (da tre a sei) di cosiddetti "eventi", disputati in città differenti a distanza di alcune settimane. Nel 1995 il calendario di Coppa era composto da sei eventi, che furono ridotti a quattro nel 1998. Nel 1999 gli eventi tornarono ad essere cinque per poi essere ridotti nuovamente a quattro nel 2003, tornare cinque nel 2008-2009, di nuovo quattro nel 2009-2010 e infine solo tre dal 2012-2013 al 2015-2016; dal 2016-2017 aumentarono quindi progressivamente fino ai sei delle ultime due edizioni.
Inizialmente gli eventi erano distribuiti durante l'estate dell'emisfero settentrionale; nel 2004 tuttavia il calendario delle corse venne modificato e riorganizzato in modo da ripartire gli eventi nell'autunno-inverno dell'emisfero settentrionale, a cavallo di due anni solari. Fino all'ultima edizione, quella del 2019-2020, le prove si svolsero dunque normalmente tra ottobre e gennaio.

## Regolamento
In ogni evento venivano disputate al più circa diciotto gare delle diverse specialità del ciclismo su pista. Più precisamente, almeno dal 2012 a seguito della riduzione del programma olimpico, in ciascun evento si tenevano gare sia maschili che femminili nelle specialità olimpiche – velocità, inseguimento a squadre, velocità a squadre, keirin, omnium e, dal 2017-2018, americana – più, a discrezione degli organizzatori, ulteriori gare nelle altre specialità inserite nel programma dei campionati del mondo (inseguimento individuale, chilometro/500 metri a cronometro, corsa a punti e scratch).
In ogni singola competizione venivano assegnati punteggi decrescenti dal vincitore agli ultimi piazzati (dal 2013-2014 differenti per ciascuna specialità). Al termine di ciascun evento viene stilata una classifica per Nazioni ottenuta sommando i punti conseguiti nelle gare di quell'evento dagli atleti di ciascuna federazione nazionale. Alla Nazione che al termine di tutti gli eventi aveva totalizzato in assoluto più punti veniva assegnata la Coppa del mondo di ciclismo su pista. In ciascuna specialità dal 1999 l'UCI stilava inoltre le classifiche individuali di specialità, maschile e femminile, e attribuiva una maglia di leader al ciclista che aveva totalizzato più punti; dal 2014 al 2016 non si assegnarono maglie nelle specialità non olimpiche.

## Albo d'oro
| Edizione  | Vincitori     | Secondi       | Terzi         |
| --------- | ------------- | ------------- | ------------- |
| 1993      | Francia       | Danimarca     | Germania      |
| 1994      | Germania      | Francia       | Italia        |
| 1995      | Francia       | Germania      | Russia        |
| 1996      | Francia       | Russia        | Spagna        |
| 1997      | Francia       | Australia     | Italia        |
| 1998      | Germania      | Francia       | Stati Uniti   |
| 1999      | Francia       | Germania      | Stati Uniti   |
| 2000      | Francia       | Italia        | Germania      |
| 2001      | Germania      | Francia       | Stati Uniti   |
| 2002      | Stati Uniti   | Germania      | Australia     |
| 2003      | Germania      | Australia     | Francia       |
| 2004      | Germania      | Francia       | Australia     |
| 2004-2005 | Paesi Bassi   | Russia        | Gran Bretagna |
| 2005-2006 | Paesi Bassi   | Russia        | Germania      |
| 2006-2007 | Paesi Bassi   | Germania      | Gran Bretagna |
| 2007-2008 | Paesi Bassi   | Francia       | Russia        |
| 2008-2009 | Germania      | Paesi Bassi   | Gran Bretagna |
| 2009-2010 | Germania      | Australia     | Paesi Bassi   |
| 2010-2011 | Francia       | Gran Bretagna | Australia     |
| 2011-2012 | Germania      | Francia       | Australia     |
| 2012-2013 | Germania      | Gran Bretagna | Francia       |
| 2013-2014 | Gran Bretagna | Australia     | Russia        |
| 2014-2015 | Germania      | Gran Bretagna | Australia     |
| 2015-2016 | Gran Bretagna | Germania      | Cina          |
| 2016-2017 | Francia       | Russia        | Polonia       |
| 2017-2018 | Germania      | Francia       | Italia        |
| 2018-2019 | Australia     | Gran Bretagna | Germania      |
| 2019-2020 | Polonia       | Gran Bretagna | Italia        |

## Titoli maschili

### Americana
| Edizione  | Vincitori              | Secondi                | Terzi                  |
| --------- | ---------------------- | ---------------------- | ---------------------- |
| 1999      | Argentina              | Spagna                 | Australia              |
| 2000      | Italia                 | Austria                | Belgio                 |
| 2001      | Svizzera               | Spagna                 | Stati Uniti            |
| 2002      | Germania               | Svizzera               | Austria                |
| 2003      | Germania               | Argentina              | Paesi Bassi            |
| 2004      | Svizzera               | Argentina              | Austria                |
| 2004-2005 | Rep. Ceca              | Belgio                 | Ucraina                |
| 2005-2006 | Russia                 | Germania               | Danimarca              |
| 2006-2007 | Paesi Bassi            | Danimarca              | Russia                 |
| 2007-2008 | Danimarca              | Belgio                 | Paesi Bassi            |
| 2008-2009 | Germania               | Spagna                 | Belgio                 |
| 2009-2010 | Germania               | Nuova Zelanda          | Belgio                 |
| 2010-2011 | Australia              | Nuova Zelanda          | Paesi Bassi            |
| 2011-2012 | Svizzera               | Francia                | Rep. Ceca              |
| 2012-2013 | Francia                | Ucraina                | Svizzera               |
| 2013-2014 | Belgio                 | Spagna                 | Nuova Zelanda          |
| 2014-2015 | Gran Bretagna          | Nuova Zelanda          | Germania               |
| 2015-2016 | Classifica non stilata | Classifica non stilata | Classifica non stilata |
| 2016-2017 | Italia                 | Svizzera               | Francia                |
| 2017-2018 | Austria                | Danimarca              | Francia                |
| 2018-2019 | Danimarca              | Italia                 | Gran Bretagna          |
| 2019-2020 | Italia                 | Francia                | Svizzera               |

### Chilometro a cronometro
| Edizione  | Vincitore              | Secondo                | Terzo                  |
| --------- | ---------------------- | ---------------------- | ---------------------- |
| 1999      | Sören Lausberg         | Grzegorz Krejner       | Jason Queally          |
| 2000      | Arnaud Duble           | Grzegorz Krejner       | Teun Mulder            |
| 2001      | Mark Renshaw           | Stefan Nimke           | Hervé Thuet            |
| 2002      | Wilson Meneses         | Ahmed López            | Jamie Staff            |
| 2003      | Stefan Nimke           | Ahmed López            | Shane Kelly            |
| 2004      | Theo Bos               | Ahmed López            | Stefan Nimke           |
| 2004-2005 | Ben Kersten            | Jason Queally          | Tim Veldt              |
| 2005-2006 | Tim Veldt              | Shane Kelly            | Tomasz Schmidt         |
| 2006-2007 | Chris Hoy              | François Pervis        | Tim Veldt              |
| 2007-2008 | Yevgen Bolirukh        | Li Wenhao              | François Pervis        |
| 2008-2009 | Yevgen Bolirukh        | Li Wenhao              | Kamil Kuczyński        |
| 2009-2010 | Wang Chongyang         | Scott Sunderland       | David Daniell          |
| 2010-2011 | François Pervis        | Hugo Haak              | Simon Van Velthooven   |
| 2011-2012 | Simon Van Velthooven   | Stefan Nimke           | François Pervis        |
| 2012-2013 | Fabián Puerta          | Kian Emadi-Coffin      | Quentin Lafargue       |
| 2013-2014 | Krzysztof Maksel       | Hugo Haak              | Simon Van Velthooven   |
| 2014-2016 | Classifica non stilata | Classifica non stilata | Classifica non stilata |
| 2016-2017 | Krzysztof Maksel       | Maximilian Dörnbach    | Tomáš Bábek            |
| 2017-2018 | Matthew Glaetzer       | Eric Engler            | Callum Skinner         |
| 2018-2019 | Joachim Eilers         | Quentin Lafargue       | Theo Bos               |
| 2019-2020 | Prove non disputate    | Prove non disputate    | Prove non disputate    |

### Corsa a punti
| Edizione  | Vincitore              | Secondo                | Terzo                  |
| --------- | ---------------------- | ---------------------- | ---------------------- |
| 1999      | Cho Ho-Sung            | Zbigniew Wyrzykowski   | James Carney           |
| 2000      | Marlon Pérez           | Glen Thompson          | Franz Stocher          |
| 2001      | James Carney           | Robert Sassone         | Franz Stocher          |
| 2002      | Colby Pierce           | Leonardo Duque         | Jukka Heinikainen      |
| 2003      | Michail Ignat'ev       | Volodymyr Rybin        | Juan Curuchet          |
| 2004      | Joan Llaneras          | Chris Newton           | Colby Pierce           |
| 2004-2005 | Michail Ignat'ev       | Colby Pierce           | Sergi Escobar          |
| 2005-2006 | Sergej Kolesnikov      | Michail Ignat'ev       | Sebastián Cancio       |
| 2006-2007 | Michail Ignat'ev       | Vasil' Kiryenka        | Ioannis Tamouridis     |
| 2007-2008 | Chris Newton           | Cameron Meyer          | Rafał Ratajczyk        |
| 2008-2009 | Chris Newton           | Glenn O'Shea           | Eloy Teruel            |
| 2009-2010 | Ioannis Tamouridis     | Kwok Ho Ting           | Zachary Bell           |
| 2010-2011 | Artur Eršov            | Aleksej Markov         | Claudio Imhof          |
| 2011-2012 | Unai Elorriaga         | Edwin Ávila            | Albert Torres          |
| 2012-2013 | Andreas Graf           | Wojciech Pszczolarski  | Jonathan Mould         |
| 2013-2014 | Roman Lucyšyn          | Kirill Svešnikov       | Martyn Irvine          |
| 2014-2015 | Eloy Teruel            | Kenny De Ketele        | Eduardo Sepúlveda      |
| 2015-2016 | Classifica non stilata | Classifica non stilata | Classifica non stilata |
| 2016-2017 | Mark Downey            | Eloy Teruel            | Kenny De Ketele        |
| 2017-2018 | Ivo Oliveira           | Christos Volikakis     | Cheung King Lok        |
| 2018-2019 | Moritz Malcharek       | Mark Stewart           | Christos Volikakis     |
| 2019-2020 | Mark Stewart           | Sebastián Mora         | Andreas Graf           |

### Inseguimento individuale
| Edizione  | Vincitore              | Secondo                | Terzo                  |
| --------- | ---------------------- | ---------------------- | ---------------------- |
| 1999      | Luke Roberts           | Mauro Trentini         | Franco Marvulli        |
| 2000      | Robert Karsnicki       | Ondřej Sosenka         | Gary Anderson          |
| 2001      | Damien Pommereau       | Sergi Escobar          | Aleksej Markov         |
| 2002      | Tomas Vaitkus          | Jeffrey Labauve        | Michael Tillman        |
| 2003      | Hayden Godfrey         | Sergi Escobar          | Luke Roberts           |
| 2004      | Sergi Escobar          | Paul Manning           | Volodymyr Djudja       |
| 2004-2005 | Levi Heimans           | Sergi Escobar          | Robert Hayles          |
| 2005-2006 | Jens Mouris            | Aleksandr Chatuncev    | Aleksandr Serov        |
| 2006-2007 | Aleksandr Serov        | Jens Mouris            | Fabien Sanchez         |
| 2007-2008 | Volodymyr Djudja       | Taylor Phinney         | Sergi Escobar          |
| 2008-2009 | Valerij Kajkov         | Vitalij Ščedov         | Ed Clancy              |
| 2009-2010 | Vitalij Ščedov         | Valerij Kajkov         | Vitalij Popkov         |
| 2010-2011 | Rohan Dennis           | Geraint Thomas         | Marc Ryan              |
| 2011-2012 | Peter Latham           | Glenn O'Shea           | Mitchell Mulhern       |
| 2012-2013 | Lasse Norman Hansen    | Martyn Irvine          | David Muntaner         |
| 2013-2014 | Jenning Huizenga       | Marco Coledan          | Mauro Agostini         |
| 2014-2016 | Classifica non stilata | Classifica non stilata | Classifica non stilata |
| 2016-2017 | Sylvain Chavanel       | Daniel Staniszewski    | Dion Beukeboom         |
| 2017-2018 | Charlie Tanfield       | Ivo Oliveira           | Aleksandr Evtušenko    |
| 2018-2019 | Prove non disputate    | Prove non disputate    | Prove non disputate    |
| 2019-2020 | Filippo Ganna          | John Archibald         | Ashton Lambie          |

### Inseguimento a squadre
| Edizione  | Vincitori     | Secondi       | Terzi                   |
| --------- | ------------- | ------------- | ----------------------- |
| 1999      | Francia       | Spagna        | Australia               |
| 2000      | Italia        | Nuova Zelanda | Francia                 |
| 2001      | Germania      | Gran Bretagna | Ucraina                 |
| 2002      | Germania      | Ucraina       | Polonia                 |
| 2003      | Germania      | Russia        | Ucraina                 |
| 2004      | Nuova Zelanda | Gran Bretagna | Francia                 |
| 2004-2005 | Gran Bretagna | Germania      | Russia                  |
| 2005-2006 | Russia        | Ucraina       | Paesi Bassi             |
| 2006-2007 | Russia        | Ucraina       | Gran Bretagna           |
| 2007-2008 | Gran Bretagna | Danimarca     | Paesi Bassi             |
| 2008-2009 | Spagna        | Gran Bretagna | Danimarca               |
| 2009-2010 | Gran Bretagna | Australia     | Spagna                  |
| 2010-2011 | Spagna        | Nuova Zelanda | Gran Bretagna           |
| 2011-2012 | Australia     | Nuova Zelanda | RusVelo                 |
| 2012-2013 | Svizzera      | Russia        | Ucraina                 |
| 2013-2014 | Australia     | Danimarca     | Gran Bretagna           |
| 2014-2015 | Gran Bretagna | Australia     | Danimarca               |
| 2015-2016 | Australia     | Germania      | Danimarca               |
| 2016-2017 | Francia       | Belgio        | Russia                  |
| 2017-2018 | Italia        | Danimarca     | Germania                |
| 2018-2019 | Italia        | Danimarca     | Huub Wattbike Test Team |
| 2019-2020 | Italia        | Svizzera      | Russia                  |

### Keirin
| Edizione  | Vincitore         | Secondo               | Terzo                   |
| --------- | ----------------- | --------------------- | ----------------------- |
| 1999      | Roberto Chiappa   | Marty Nothstein       | Jan Van Eijden          |
| 2000      | Roberto Chiappa   | Ainārs Ķiksis         | Mickaël Bourgain        |
| 2001      | Pavel Buráň       | Josiah Ng             | Marty Nothstein         |
| 2002      | Pavel Buráň       | Josiah Ng             | Jeffrey Labauve         |
| 2003      | Josiah Ng         | José Antonio Escuredo | Ryan Bayley             |
| 2004      | Jobie Dajka       | Mickaël Bourgain      | Josiah Ng               |
| 2004-2005 | Andrij Vynokurov  | Sergej Ruban          | José Antonio Villanueva |
| 2005-2006 | Josiah Ng         | Andrij Vynokurov      | José Antonio Villanueva |
| 2006-2007 | Shane Perkins     | Ross Edgar            | Andrij Vynokurov        |
| 2007-2008 | Chris Hoy         | Arnaud Tournant       | Roberto Chiappa         |
| 2008-2009 | Azizulhasni Awang | Andrij Vynokurov      | François Pervis         |
| 2009-2010 | Azizulhasni Awang | Maximilian Levy       | Jason Niblett           |
| 2010-2011 | Azizulhasni Awang | Chris Hoy             | Simon Van Velthooven    |
| 2011-2012 | Chris Hoy         | François Pervis       | Maximilian Levy         |
| 2012-2013 | Matthijs Büchli   | Stefan Bötticher      | Fabián Puerta           |
| 2013-2014 | Matthijs Büchli   | Tobias Wächter        | Lewis Alexander Oliva   |
| 2014-2015 | Fabián Puerta     | Christos Volikakis    | Matthew Baranoski       |
| 2015-2016 | Joachim Eilers    | Yuta Wakimoto         | Matthew Baranoski       |
| 2016-2017 | Tomáš Bábek       | Vasilijus Lendel      | Andrij Vynokurov        |
| 2017-2018 | Andrij Vynokurov  | Matthijs Büchli       | Lewis Oliva             |
| 2018-2019 | Matthijs Büchli   | Hugo Barrette         | Theo Bos                |
| 2019-2020 | Jai Angsuthasawit | Denis Dmitriev        | Kevin Quintero          |

### Omnium
| Edizione  | Vincitore          | Secondo             | Terzo              |
| --------- | ------------------ | ------------------- | ------------------ |
| 2010-2011 | Zachary Bell       | Shane Archbold      | Ed Clancy          |
| 2011-2012 | Bryan Coquard      | Juan Esteban Arango | Cho Ho-Sung        |
| 2012-2013 | Loïc Perizzolo     | Artur Eršov         | Lucas Liß          |
| 2013-2014 | Jasper De Buyst    | Tim Veldt           | Thomas Boudat      |
| 2014-2015 | Casper Pedersen    | Jasper De Buyst     | Bobby Lea          |
| 2015-2016 | Thomas Boudat      | Lasse Norman Hansen | Viktor Manakov     |
| 2016-2017 | Szymon Sajnok      | Morgan Kneisky      | Christopher Latham |
| 2017-2018 | Niklas Larsen      | Maximilian Beyer    | Roman Hladyš       |
| 2018-2019 | Christos Volikakis | Benjamin Thomas     | Raman Ciškoŭ       |
| 2019-2020 | Christos Volikakis | Roger Kluge         | Ignacio Prado      |

### Scratch
| Edizione  | Vincitore              | Secondo                | Terzo                  |
| --------- | ---------------------- | ---------------------- | ---------------------- |
| 2002      | James Carney           | Franco Marvulli        | Ivan Vrba              |
| 2003      | Roland Garber          | Noriyuki Iijima        | Greg Henderson         |
| 2004      | Franco Marvulli        | Colby Pierce           | Robert Slippens        |
| 2004-2005 | Alex Rasmussen         | Wim Stroetinga         | James Carney           |
| 2005-2006 | Ivan Kovalëv           | Rafał Ratajczyk        | Wim Stroetinga         |
| 2006-2007 | Rafał Ratajczyk        | Vasil' Kiryenka        | Wim Stroetinga         |
| 2007-2008 | Roger Kluge            | Wim Stroetinga         | Walter Pérez           |
| 2008-2009 | Tim Mertens            | Rafał Ratajczyk        | Kazuhiro Mori          |
| 2009-2010 | Łukasz Bujko           | Zachary Bell           | Ángel Darío Colla      |
| 2010-2011 | Morgan Kneisky         | Gijs Van Hoecke        | Martin Bláha           |
| 2011-2012 | Kirill Svešnikov       | Gijs Van Hoecke        | Vivien Brisse          |
| 2012-2013 | Tristan Marguet        | Martyn Irvine          | Roy Eefting            |
| 2013-2014 | Andreas Müller         | Owain Doull            | Ivan Kovalëv           |
| 2014-2016 | Classifica non stilata | Classifica non stilata | Classifica non stilata |
| 2016-2017 | Jaŭhen Karalëk         | Felix English          | Raman Ramanaŭ          |
| 2017-2018 | Krisztián Lovassy      | Jonathan Mould         | Ivo Oliveira           |
| 2018-2019 | Vitalij Hryniv         | Stefan Matzner         | Christos Volikakis     |
| 2019-2020 | Christos Volikakis     | Jaŭhen Karalëk         | Sebastián Mora         |

### Velocità
| Edizione  | Vincitore        | Secondo             | Terzo             |
| --------- | ---------------- | ------------------- | ----------------- |
| 1999      | Jan Van Eijden   | Roberto Chiappa     | Laurent Gané      |
| 2000      | Mickaël Bourgain | Matthias John       | Viesturs Bērziņš  |
| 2001      | Roberto Chiappa  | Laurent Gané        | Mickaël Bourgain  |
| 2002      | René Wolff       | Jeffrey Labauve     | Sean Eadie        |
| 2003      | Mark French      | Jaroslav Jeřábek    | Pavel Buráň       |
| 2004      | Damian Zieliński | René Wolff          | Laurent Gané      |
| 2004-2005 | Mickaël Bourgain | Grégory Baugé       | Arnaud Tournant   |
| 2005-2006 | Grégory Baugé    | Teun Mulder         | Mickaël Bourgain  |
| 2006-2007 | Craig MacLean    | Ross Edgar          | Grégory Baugé     |
| 2007-2008 | Kévin Sireau     | Mickaël Bourgain    | Chris Hoy         |
| 2008-2009 | Shane Perkins    | Grégory Baugé       | Michaël D'Almeida |
| 2009-2010 | Kévin Sireau     | Shane Perkins       | Matthew Crampton  |
| 2010-2011 | Kévin Sireau     | Tsubasa Kitatsuru   | Jason Kenny       |
| 2011-2012 | Chris Hoy        | Maximilian Levy     | Denis Dmitriev    |
| 2012-2013 | Denis Dmitriev   | Juan Peralta Gascón | Stefan Bötticher  |
| 2013-2014 | Edward Dawkins   | Matthew Glaetzer    | Njisane Phillip   |
| 2014-2015 | Fabián Puerta    | Jeffrey Hoogland    | Hersony Canelón   |
| 2015-2016 | Damian Zieliński | Matthew Glaetzer    | Max Niederlag     |
| 2016-2017 | Andrij Vynokurov | Kamil Kuczyński     | Pavel Jakuševskij |
| 2017-2018 | Mateusz Rudyk    | Andrij Vynokurov    | Lewis Oliva       |
| 2018-2019 | Matthew Glaetzer | Mateusz Rudyk       | Jeffrey Hoogland  |
| 2019-2020 | Mateusz Rudyk    | Harrie Lavreysen    | Jeffrey Hoogland  |

### Velocità a squadre
| Edizione  | Vincitori     | Secondi           | Terzi         |
| --------- | ------------- | ----------------- | ------------- |
| 1999      | Gran Bretagna | Spagna            | Polonia       |
| 2000      | Francia       | Spagna            | Giappone      |
| 2001      | Germania      | Francia           | Giappone      |
| 2002      | Gran Bretagna | Francia           | Giappone      |
| 2003      | Giappone      | Germania          | Francia       |
| 2004      | Gran Bretagna | Germania          | Francia       |
| 2004-2005 | Francia       | Giappone          | Germania      |
| 2005-2006 | Polonia       | Germania          | Paesi Bassi   |
| 2006-2007 | Gran Bretagna | Germania          | Francia       |
| 2007-2008 | Francia       | Cofidis           | Paesi Bassi   |
| 2008-2009 | Cofidis       | Germania          | Team Sky + HD |
| 2009-2010 | Germania      | Team Jayco        | Cofidis       |
| 2010-2011 | Francia       | Gran Bretagna     | Nuova Zelanda |
| 2011-2012 | Germania      | Moscow Track Team | Francia       |
| 2012-2013 | Germania      | Francia           | Nuova Zelanda |
| 2013-2014 | Germania      | Gran Bretagna     | Paesi Bassi   |
| 2014-2015 | Francia       | Paesi Bassi       | Gran Bretagna |
| 2015-2016 | Gran Bretagna | Germania          | Polonia       |
| 2016-2017 | Germania      | Francia           | Polonia       |
| 2017-2018 | Francia       | Germania          | Russia        |
| 2018-2019 | Paesi Bassi   | Polonia           | Francia       |
| 2019-2020 | Polonia       | Russia            | Francia       |

## Titoli femminili

### Americana
| Edizione  | Vincitrici    | Seconde       | Terze       |
| --------- | ------------- | ------------- | ----------- |
| 2016-2017 | Gran Bretagna | Francia       | Australia   |
| 2017-2018 | Italia        | Gran Bretagna | Stati Uniti |
| 2018-2019 | Gran Bretagna | Italia        | Russia      |
| 2019-2020 | Italia        | Irlanda       | Cina        |

### 500 metri a cronometro
| Edizione  | Vincitrice             | Seconda                | Terza                  |
| --------- | ---------------------- | ---------------------- | ---------------------- |
| 1999      | Tanya Dubnicoff        | Jiang Cuihua           | Félicia Ballanger      |
| 2000      | Nancy Contreras        | Félicia Ballanger      | Lyndelle Higginson     |
| 2001      | Natallja Markaŭničenka | Nancy Contreras        | Lori-Ann Muenzer       |
| 2002      | Jiang Yonghua          | Natallja Cylinskaja    | Yvonne Hijgenaar       |
| 2003      | Nancy Contreras        | Natallja Cylinskaja    | Lori-Ann Muenzer       |
| 2004      | Yvonne Hijgenaar       | Natallja Cylinskaja    | Jiang Cuihua           |
| 2004-2005 | Elisa Frisoni          | Tamilla Abasova        | Yvonne Hijgenaar       |
| 2005-2006 | Natallja Cylinskaja    | Yvonne Hijgenaar       | Elisa Frisoni          |
| 2006-2007 | Lisandra Guerra        | Yvonne Hijgenaar       | Simona Krupeckaitė     |
| 2007-2008 | Lisandra Guerra        | Simona Krupeckaitė     | Gong Jinjie            |
| 2008-2009 | Gong Jinjie            | Simona Krupeckaitė     | Lisandra Guerra        |
| 2009-2010 | Anna Meares            | Willy Kanis            | Simona Krupeckaitė     |
| 2010-2011 | Anna Meares            | Sandie Clair           | Lee Wai Sze            |
| 2011-2012 | Anastasija Vojnova     | Lisandra Guerra        | Vol'ha Panarina        |
| 2012-2013 | Vol'ha Panarina        | Kristina Vogel         | Tania Calvo            |
| 2013-2014 | Miriam Welte           | Anastasija Vojnova     | Lee Wai Sze            |
| 2014-2016 | Classifica non stilata | Classifica non stilata | Classifica non stilata |
| 2016-2017 | Pauline Grabosch       | Lee Wai Sze            | Tania Calvo            |
| 2017-2018 | Dar'ja Šmelëva         | Miriam Welte           | Olena Starikova        |
| 2018-2019 | Olena Starikova        | Miriam Welte           | Dar'ja Šmelëva         |
| 2019-2020 | Prove non disputate    | Prove non disputate    | Prove non disputate    |

### Corsa a punti
| Edizione  | Vincitrice                | Seconda                   | Terza                  |
| --------- | ------------------------- | ------------------------- | ---------------------- |
| 1999      | Antonella Bellutti        | Belem Guerrero            | Ol'ga Sljusareva       |
| 2000      | Antonella Bellutti        | Belem Guerrero            | Anouska van der Zee    |
| 2001      | Belem Guerrero            | Katherine Bates           | Erin Mirabella         |
| 2002      | Belem Guerrero            | Jelena Čalych             | Zheng Puxiong          |
| 2003      | Vera Carrara              | Marion Clignet            | Ljudmyla Vypyrajlo     |
| 2004      | Belem Guerrero            | Yoanka González           | Ol'ga Sljusareva       |
| 2004-2005 | Ljudmyla Vypyrajlo        | Alexis Rhodes             | Giorgia Bronzini       |
| 2005-2006 | Gema Pascual              | Li Yan                    | Vera Carrara           |
| 2006-2007 | Yoanka González           | Giorgia Bronzini          | Julija Arustamova      |
| 2007-2008 | Li Yan                    | Jarmila Machačová         | Rebecca Quinn          |
| 2008-2009 | Giorgia Bronzini          | Jarmila Machačová         | Katie Colclough        |
| 2009-2010 | Giorgia Bronzini          | Taccjana Šarakova         | Yumari González        |
| 2010-2011 | Giorgia Bronzini          | Kelly Druyts              | Aksana Papko           |
| 2011-2012 | Elena Cecchini            | Aksana Papko              | Na Ah-Reum             |
| 2012-2013 | Katarzyna Pawłowska       | Jarmila Machačová         | Yudelmis Domínguez     |
| 2013-2014 | Stephanie Pohl            | Jamie Wong                | Anastasija Čulkova     |
| 2014-2015 | Amy Cure                  | Jasmin Glaesser           | Elinor Barker          |
| 2015-2016 | Classifica non stilata    | Classifica non stilata    | Classifica non stilata |
| 2016-2017 | Jarmila Machačová         | Lotte Kopecky             | Amy Cure               |
| 2017-2018 | Anita Stenberg            | Kirsten Wild              | Jarmila Machačová      |
| 2018-2019 | Maria Giulia Confalonieri | Hanna Solovej             | Charlotte Becker       |
| 2019-2020 | Jennifer Valente          | Maria Giulia Confalonieri | Taccjana Šarakova      |

### Inseguimento individuale
| Edizione  | Vincitrice             | Seconda                | Terza                            |
| --------- | ---------------------- | ---------------------- | -------------------------------- |
| 1999      | Rasa Mažeikytė         | Marion Clignet         | Sarah Ulmer Leontien van Moorsel |
| 2000      | Antonella Bellutti     | Marion Clignet         | Sarah Ulmer                      |
| 2001      | Katherine Bates        | Erin Mirabella         | Anouska van der Zee              |
| 2002      | Erin Mirabella         | Rasa Mažeikytė         | María Luisa Calle                |
| 2003      | Sarah Ulmer            | Anouska van der Zee    | Christina Becker                 |
| 2004      | Sarah Ulmer            | Karin Thürig           | Emma Davies                      |
| 2004-2005 | Ljudmyla Vypyrajlo     | Marlijn Binnendijk     | Emma Davies                      |
| 2005-2006 | Wendy Houvenaghel      | Sarah Ulmer            | María Luisa Calle                |
| 2006-2007 | Wendy Houvenaghel      | Rebecca Romero         | Alison Shanks                    |
| 2007-2008 | Vilija Sereikaitė      | Sarah Hammer           | Rebecca Romero                   |
| 2008-2009 | Joanna Rowsell         | Tara Whitten           | Vilija Sereikaitė                |
| 2009-2010 | Wendy Houvenaghel      | Alison Shanks          | Vilija Sereikaitė                |
| 2010-2011 | Alison Shanks          | Wendy Houvenaghel      | Pascale Schnider                 |
| 2011-2012 | Alison Shanks          | Joanna Rowsell         | Wendy Houvenaghel                |
| 2012-2013 | Katarzyna Pawłowska    | María Luisa Calle      | Rebecca Wiasak                   |
| 2013-2014 | Rebecca Wiasak         | Caroline Ryan          | Eugenia Bujak                    |
| 2014-2016 | Classifica non stilata | Classifica non stilata | Classifica non stilata           |
| 2016-2017 | Chloe Dygert           | Ashlee Ankudinoff      | Jaime Nielsen                    |
| 2017-2018 | Justyna Kaczkowska     | Annemiek van Vleuten   | Elisa Balsamo                    |
| 2018-2020 | Prove non disputate    | Prove non disputate    | Prove non disputate              |

### Inseguimento a squadre
| Edizione  | Vincitrici    | Seconde                | Terze         |
| --------- | ------------- | ---------------------- | ------------- |
| 2007-2008 | Ucraina       | Russia                 | Germania      |
| 2008-2009 | Team 100% Me  | Germania               | Nuova Zelanda |
| 2009-2010 | Australia     | Nuova Zelanda          | Gran Bretagna |
| 2010-2011 | Nuova Zelanda | Australia              | Canada        |
| 2011-2012 | Gran Bretagna | Nuova Zelanda          | Ucraina       |
| 2012-2013 | Italia        | Team SWI Welsh Cycling | Bielorussia   |
| 2013-2014 | Canada        | Australia              | Stati Uniti   |
| 2014-2015 | Australia     | Cina                   | Gran Bretagna |
| 2015-2016 | Canada        | Stati Uniti            | Gran Bretagna |
| 2016-2017 | Italia        | Francia                | Polonia       |
| 2017-2018 | Italia        | Canada                 | Francia       |
| 2018-2019 | Italia        | Gran Bretagna          | Nuova Zelanda |
| 2019-2020 | Germania      | Stati Uniti            | Francia       |

### Keirin
| Edizione  | Vincitrice            | Seconda               | Terza               |
| --------- | --------------------- | --------------------- | ------------------- |
| 2002      | Svetlana Grankovskaja | Li Na                 | Jennie Reed         |
| 2003      | Céline Nivert         | Svetlana Grankovskaja | Daniela Lorreal     |
| 2004      | Jennie Reed           | Katrin Meinke         | Oksana Grišina      |
| 2004-2005 | Anna Meares           | Susan Panzer          | Elisa Frisoni       |
| 2005-2006 | Elisa Frisoni         | Clara Sanchez         | Di Mu               |
| 2006-2007 | Guo Shuang            | Victoria Pendleton    | Oksana Grišina      |
| 2007-2008 | Willy Kanis           | Jennie Reed           | Victoria Pendleton  |
| 2008-2009 | Willy Kanis           | Simona Krupeckaitė    | Elisa Frisoni       |
| 2009-2010 | Guo Shuang            | Christin Muche        | Anna Meares         |
| 2010-2011 | Clara Sanchez         | Victoria Pendleton    | Anna Meares         |
| 2011-2012 | Simona Krupeckaitė    | Ekaterina Gnidenko    | Ljubov Šulika       |
| 2012-2013 | Lee Wai Sze           | Rebecca James         | Zhong Tianshi       |
| 2013-2014 | Lee Wai Sze           | Fatehah Mustapa       | Kristina Vogel      |
| 2014-2015 | Guo Shuang            | Lee Wai Sze           | Zhong Tianshi       |
| 2015-2016 | Guo Shuang            | Lee Wai Sze           | Simona Krupeckaitė  |
| 2016-2017 | Ljubov Basova         | Nicky Degrendele      | Liu Lili            |
| 2017-2018 | Kristina Vogel        | Shanne Braspennincx   | Yuka Kobayashi      |
| 2018-2019 | Lee Wai Sze           | Stephanie Morton      | Laurine van Riessen |
| 2019-2020 | Ljubov Basova         | Lee Hye-jin           | Martha Bayona       |

### Omnium
| Edizione  | Vincitrice       | Seconda           | Terza              |
| --------- | ---------------- | ----------------- | ------------------ |
| 2010-2011 | Tara Whitten     | Leire Olaberria   | Sarah Hammer       |
| 2011-2012 | Li Huang         | Sarah Hammer      | Evgenija Romanjuta |
| 2012-2013 | Sarah Hammer     | Laura Trott       | Isabella King      |
| 2013-2014 | Laurie Berthon   | Leire Olaberria   | Laura Trott        |
| 2014-2015 | Kirsten Wild     | Marlies Mejías    | Jolien D'Hoore     |
| 2015-2016 | Kirsten Wild     | Laura Trott       | Taccjana Šarakova  |
| 2016-2017 | Lotte Kopecky    | Emily Kay         | Taccjana Šarakova  |
| 2017-2018 | Jennifer Valente | Yumi Kajihara     | Olivija Baleišytė  |
| 2018-2019 | Kirsten Wild     | Allison Beveridge | Lotte Kopecky      |
| 2019-2020 | Jennifer Valente | Maria Martins     | Anita Stenberg     |

### Scratch
| Edizione  | Vincitrice             | Seconda                | Terza                  |
| --------- | ---------------------- | ---------------------- | ---------------------- |
| 2002      | Erin Mirabella         | Mandy Poitras          | Rochelle Gilmore       |
| 2003      | Gema Pascual           | Ljudmyla Vypyrajlo     | Adrie Visser           |
| 2004      | Ol'ga Sljusareva       | Ljudmyla Vypyrajlo     | Gema Pascual           |
| 2004-2005 | Katherine Bates        | Annalisa Cucinotta     | Julija Arustamova      |
| 2005-2006 | Julija Arustamova      | Ljudmyla Vypyrajlo     | Belinda Goss           |
| 2006-2007 | Yumari González        | Annalisa Cucinotta     | Julija Arustamova      |
| 2007-2008 | Yumari González        | Marianne Vos           | Rebecca Quinn          |
| 2008-2009 | Elizabeth Armitstead   | Evgenija Romanjuta     | Annalisa Cucinotta     |
| 2009-2010 | Evgenija Romanjuta     | Giorgia Bronzini       | Vera Koedooder         |
| 2010-2011 | Anastasija Čulkova     | Jennie Reed            | Amy Cure               |
| 2011-2012 | Kelly Druyts           | Melissa Hoskins        | Jarmila Machačová      |
| 2012-2013 | Isabella King          | Jarmila Machačová      | Elena Cecchini         |
| 2013-2014 | Leire Olaberria        | Laurie Berthon         | Małgorzata Wojtyra     |
| 2014-2015 | Milena Salcedo         | Lauren Stephens        | Katarzyna Pawłowska    |
| 2015-2016 | Classifica non stilata | Classifica non stilata | Classifica non stilata |
| 2016-2017 | Evgenija Romanjuta     | Tetjana Klimčenko      | Lydia Gurley           |
| 2017-2018 | Rachele Barbieri       | Alžbeta Bačíková       | Marija Averina         |
| 2018-2019 | Martina Fidanza        | Lisa Küllmer           | Aleksandra Gončarova   |
| 2019-2020 | Anastasija Čulkova     | Martina Fidanza        | Jennifer Valente       |

### Velocità
| Edizione  | Vincitrice             | Seconda               | Terza                 |
| --------- | ---------------------- | --------------------- | --------------------- |
| 1999      | Félicia Ballanger      | Tanya Dubnicoff       | Wang Yan              |
| 2000      | Lyndelle Higginson     | Félicia Ballanger     | Tanya Lindenmuth      |
| 2001      | Natallja Markaŭničenka | Svetlana Grankovskaja | Susan Panzer          |
| 2002      | Svetlana Grankovskaja  | Tammy Thomas          | Natallja Cylinskaja   |
| 2003      | Daniela Larreal        | Svetlana Grankovskaja | Natallja Cylinskaja   |
| 2004      | Natallja Cylinskaja    | Victoria Pendleton    | Svetlana Grankovskaja |
| 2004-2005 | Tamilla Abasova        | Elisa Frisoni         | Yvonne Hijgenaar      |
| 2005-2006 | Natallja Cylinskaja    | Victoria Pendleton    | Elisa Frisoni         |
| 2006-2007 | Victoria Pendleton     | Anna Meares           | Natallja Cylinskaja   |
| 2007-2008 | Willy Kanis            | Natallja Cylinskaja   | Clara Sanchez         |
| 2008-2009 | Ljubov Šulika          | Zheng Lulu            | Simona Krupeckaitė    |
| 2009-2010 | Guo Shuang             | Anna Meares           | Willy Kanis           |
| 2010-2011 | Victoria Pendleton     | Anna Meares           | Kristina Vogel        |
| 2011-2012 | Guo Shuang             | Kristina Vogel        | Anna Meares           |
| 2012-2013 | Lee Wai Sze            | Jessica Varnish       | Rebecca James         |
| 2013-2014 | Lee Wai Sze            | Kristina Vogel        | Anna Meares           |
| 2014-2015 | Elis Ligtlee           | Guo Shuang            | Lee Wai Sze           |
| 2015-2016 | Guo Shuang             | Stephanie Morton      | Lee Wai Sze           |
| 2016-2017 | Olena Starikova        | Tania Calvo           | Kristina Vogel        |
| 2017-2018 | Laurine van Riessen    | Kristina Vogel        | Simona Krupeckaitė    |
| 2018-2019 | Olena Starikova        | Lee Wai Sze           | Stephanie Morton      |
| 2019-2020 | Lee Wai Sze            | Kelsey Mitchell       | Olena Starikova       |

### Velocità a squadre
| Edizione  | Vincitrici    | Seconde       | Terze                |
| --------- | ------------- | ------------- | -------------------- |
| 2003      | Russia        | Australia     | Ucraina              |
| 2004      | Australia     | Francia       | Germania             |
| 2006-2007 | Paesi Bassi   | Australia     | Russia               |
| 2007-2008 | Paesi Bassi   | Francia       | Germania             |
| 2008-2009 | Germania      | Polonia       | Paesi Bassi          |
| 2009-2010 | Paesi Bassi   | Australia     | Cina                 |
| 2010-2011 | Cina          | Gran Bretagna | Francia              |
| 2011-2012 | Cina          | Germania      | Ucraina              |
| 2012-2013 | Gran Bretagna | Giappone      | Cina                 |
| 2013-2014 | Gran Bretagna | Germania      | Russia               |
| 2014-2015 | Russia        | Paesi Bassi   | Spagna               |
| 2015-2016 | Cina          | Spagna        | Canada               |
| 2016-2017 | Spagna        | Cina          | Italia               |
| 2017-2018 | Germania      | Russia        | Holy Brother Cycling |
| 2018-2019 | Germania      | Ucraina       | Polonia              |
| 2019-2020 | Polonia       | Cina          | Russia               |